# لبن-سن-مارتن
لبن-سن-مارتن (به فرانسوی: Le Ban-Saint-Martin) یک کمون در فرانسه است که در Canton of Woippy واقع شده‌است.

## خصوصیات
لبن-سن-مارتن ۱٫۵۹ کیلومترمربع مساحت و ۴٬۳۱۴ نفر جمعیت دارد و ۳۱۰ متر بالاتر از سطح دریا واقع شده‌است.